# Linia kolejowa Schönebeck – Blumenberg
Linia kolejowa Schönebeck – Blumenberg – nieistniejąca, dawniej jednotorowa, niezelektryfikowana linia kolei regionalnej w niemieckim landzie Saksonia-Anhalt.  Znajdowała się na południowy zachód od Magdeburga.

## Przebieg
Linia rozpoczynała swój bieg na dworcu kolejowym w Schönebecku (Elbe), gdzie odgałęziała się od torów biegnących w kierunku Magdeburga. Następnie przebiegała przez wykorzystywany głównie rolniczo obszar Magdeburger Börde do węzła kolejowego Blumenberg. Wspólnie z liniami kolejowymi Blumenberg – Eilsleben i Haldensleben – Eilsleben tworzyła coś w rodzaju półokręgu kolejowego otaczającego Magdeburg.

## Historia
Linia została otwarta dla przewozów pasażerskich 1 października 1896 r. przez przedsiębiorstwo Preußische Staatseisenbahnen. Jeszcze wcześniej, bo już 8 października, uruchomiono na linii ruch towarowy. Połączenie kolejowe łączyło kilka większych wsi z miastem Schönebeck. Po wcześniejszej przesiadce możliwe było także dotarcie do miast Halberstadt oraz Magdeburg. Od początku lat 20. XX wieku do połowy lat 90. XX wieku linia kolejowa w dni robocze była niemal zawsze obsługiwana czterema parami pociągów (w weekendy czasami tylko przez trzy); jedynie w latach 60. i 70. XX wieku na linii pojawiało się kilka składów więcej.
W 1995 r. i 1996 r. na linii pojawiły się dodatkowe pary pociągów, a od 1997 r. na linii pracowało nawet siedem składów dziennie. Ówczesna częstotliwość kursowania wynosiła dwie godziny. W czasie budowy autostrady Magdeburg–Halle wybudowano tunel kolejowy w ciągu linii. Ilość przewożonych pasażerów w kolejnych latach malała. 29 maja 1999 zlikwidowano ruch pasażerski, natomiast pod koniec tego samego roku zaprzestano także przewozu towarów na linii. Ostatecznie linia została zamknięta, a torowisko zdemontowane.
W ostatnim okresie funkcjonowania przewozów pasażerskich linię obsługiwały szynobusy typu DR VT 2.09.